# Nestor ha-komer
Nestor ha-komer (ספר נסתור הכומר) zählt zu den frühesten jüdischen antichristlichen Polemiken.
Diese um 900 entstandene Schrift in Briefform wurde angeblich von einem zum Judentum konvertierten Priester namens Nestor verfasst und ist in zwei Versionen (arabisch und hebräisch) überliefert.
Sie kritisiert unter Anführung zahlreicher NT-Stellen v. a. Christologie und Trinitätslehre, beschreibt Jesus als normalen Menschen und betont die Unsinnigkeit eines Kreuzestodes einer göttlichen Person. 
Ferner werden Heiligen- und Reliquienkult, Mönchtum, Bilderverehrung und die Preisgabe der Torah-Erfüllung getadelt.
Nachdrücklich wird die Nichterfüllung der ethischen Forderungen Jesu durch die Christen selber nachgewiesen. 
Dieser Text hat die spätere Apologetik nachhaltig beeinflusst.